# Peter Brown (historiador)
Peter Robert Lamont Brown (Dublín, Irlanda, 26 de juliol de 1935) és un historiador especialista de la història romana i de l'Antiguitat tardana.

## Biografia

### Anys de formació
Peter Brown va néixer a Dublín, a Irlanda, l'any 1935, en una família protestant irlandesa-escocesa. Fins a l'any 1939, va passar l'hivern i la primavera de cada any al Sudan Angloegipci, on el seu pare treballava com enginyer ferroviari a Khartoum. La resta de l'any, tornava amb la seva mare a Bray, al Comtat de Wicklow, prop de Dublín. Des del desencadenament de la Segona Guerra Mundial, es quedà a Irlanda, on el seu pare no hi tornà finalment fins a l'any 1948.
Va estudiar a l'Aravon School, una escola preparatòria distingida de Bray, on hi va d'entrada llatí i francès. L'any 1948, Brown va entrar a la Shrewsbury School al Shropshire. És en aquesta escola on va començar a estudiar el grec antic i es va dirigir decididament cap a l'estudi de la història. Com ell ha explicat, per ell, estudiar grec no era tant interessar-se a l'Antiguitat clàssica, sinó sobretot estudiar els orígens del cristianisme.
Entre 1953 i 1956, Brown va rebre una ajuda econòmica per estudiar història moderna al New College d'Oxford. La major part de la seva diplomatura va versar en història d'Anglaterra en la seva integritat i en l'alta edat mitjana europea, del 919 al 1127, però al seu últim any escolar es va concentrar específicament a l'edat d'Agustí d'Hipona, i va estar particularment influït pels treballs d'Henri-Irénée Marrou i d'André Piganiol. Va tenir igualment la influència d'altres historiadors, comArnaldo Momigliano, que qualifica de mentor.

### Carrera universitària
Ha estat professor d'història a Oxford fins a l'any 1975, a Londres entre 1975 i 1978, a Berkeley entre 1978 i 1986, període particularment estimulant, a continuació a Princeton. És igualment professor convidat a diverses universitats europees com el Col·legi de França i la universitat de Roma « La Sapienza ».
Professor emèrit de les universitats, és membre de la British Academy, de l'Acadèmia Reial d'Irlanda, de l'Acadèmia americana de les arts i de les ciències, de l'Acadèmia Reial neerlandesa de les arts i de les ciències, de la Medieval Academy of America i de la Societat americana de filosofia.És igualment membre associat de l'Accademia Nazionale dei Lincei.

### Historiografia
Més enllà de la seva obra principal sobre sant Augustí i dels seus nombrosos treballs sobre la difusió del cristianisme, l'aportació de Peter Brown a la historiografia de la fi de l'imperi romà i dels començaments de l'Edat mitjana és decisiva, per la seva participació en l'elaboració de la noció d'Antiguitat tardana, tal com és el cas d'Henri-Irénée Marrou. Aquesta nova periodificació, que Brown va contribuir a fer emergir a partir dels anys 1960, permet superar el debat sobre la decadència de l'imperi romà.

## Distincions

### Doctor Honoris causa
Peter Brown és doctor honoris causa de moltes universitats, entre les quals :
- Universitat de Friburg (Suïssa) (1974),
- Universitat de Chicago (1978),
- Trinity College (1990),
- Universitat de Wesleyenne (1993),
- Universitat de Tulane (1994),
- Universitat de Londres (1997),
- New College (Oxford) (1998),
- Universitat de Pisa (2001),
- Universitat de Colúmbia (2001),
- Universitat Harvard (2002),
- Universitat de Cambridge (2004),
- Universitat metodista del Sud (2004),
- Universitat d'Europa central (2005),
- Universitat Yale (2006),
- King's College de Londres (2008),
- Universitat de Notre Dame (2008),
- Amherst College (2008),
- Universitat Hebrea de Jerusalem (2010),
- Universitat Aristòtil de Tessalònica (2010),
- Universitat de Sant Vladimir (2013).

### Premis i guardons
- Premi del Consell de les Arts de Gran Bretanya (1967) ;
- Premi MacArthur (1982) ;
- Premi Vursell de l'Acadèmia Americana de les Arts i les Lletres (1988) ;
- Ralph Waldo Emerson Award (1989) ;
- Premi Heineken (1994) ;
- Premi Ausonius (1999) ;
- Premi John-Werner-Kluge (2008) ;
- Premi Balzan (2011) ;
- Premi Jacques Barzun d'història cultural de la Societat Filosòfica Americana (2012) ;
- Premi R. R. Hawkins (2012) ;
- Premi Dan David (2015).

### Condecoracions
- Membre de l'Orde de l'Imperi britànic.50x50px
- Chevalier de l'Orde de les Arts i les Lletres (1996).50x50px

## Obres
- Augustine of Hippo: A Biography (1967/2000) – ISBN 0-520-22757-3, nova edició, amb nou epíleg, ISBN 978-0-520-22757-6
- The World of Late Antiquity: AD 150–750 (1971/1989) – ISBN 0-393-95803-5
- The Making of Late Antiquity (1978) – ISBN 0-674-54321-1
- The Cult of the Saints: Its Rise and Function in Latin Christianity (1981) – ISBN 0-226-07622-9
- Society & the Holy in Late Antiquity (1982) – ISBN 978-0-520-06800-1
- The Body and Society: Men, Women, and Sexual Renunciation in Early Christianity (1988) – ISBN 0-231-06101-3
- Power and Persuasion: Towards a Christian Empire (1992)
- Authority and the Sacred: Aspects of the Christianisation of the Roman world (1995) – ISBN 0-521-49904-6
- The Rise of Western Christendom (1996/2003) – ISBN 0-631-22138-7
- Poverty and Leadership in the Later Roman Empire (2002)
- Through the Eye of a Needle: Wealth, the Fall of Rome, and the Making of Christianity in the West 350–550 AD (2012)
- The Ransom of the Soul: Afterlife and Wealth in Early Western Christianity (2015)
- Treasure in Heaven: The Holy Poor in Early Christianity (2016)